# Xeroheriades micheneri
Xeroheriades micheneri là một loài ong trong họ Megachilidae. Loài này được Griswold miêu tả khoa học đầu tiên năm 1986.